# Diocèse de Nkongsamba
Le diocèse de Nkongsamba (Dioecesis Nkongsambensis) est un siège de l'Église  catholique au Cameroun suffragant de l'archidiocèse de Douala. Il est dirigé par Dieudonné Espoir Atangana.

## Territoire
Le diocèse se trouve dans la partie occidentale du Cameroun, il couvre 4 057 km2 sur le département du Moungo et l'arrondissement de Santchou dans le département de la Menoua.
Le siège est la ville de Nkongsamba, à la cathédrale de l'Immaculée-Conception.
Le territoire est subdivisé en 67 paroisses.

## Histoire
Ce territoire est évangélisé par la congrégation des prêtres du Sacré-Cœur de Saint-Quentin. La préfecture apostolique d'Adamaoua est érigée le 28 avril 1914 par le décret Quae rei sacrae de la Congrégation de Propaganda Fide, recevant son territoire des vicariats apostoliques de Khartoum (aujourd'hui archidiocèse) et du Cameroun (aujourd'hui archidiocèse de Yaoundé), et de la préfecture apostolique de l'Oubangui Chari (aujourd'hui archidiocèse de Bangui).
Le 11 juin 1923, le territoire s'agrandit, recevant des terres du vicariat apostolique du Cameroun, et change son nom en préfecture apostolique de Foumban. Le 12 juin de la même année, il cède la partie britannique de son territoire à l'avantage de la préfecture apostolique de Buéa (aujourd'hui diocèse).
Le 28 mai 1934, la préfecture apostolique est élevée en vicariat apostolique par la bulle Quo apostolicae de Pie XI.
Il cède d'autres portion de territoire à l'avantage de nouvelles préfectures apostoliques :
- le 28 mai 1940 à Berbérati (aujourd'hui diocèse) ;
- le 28 avril 1942 à Niamey (aujourd'hui archidiocèse) ;
- le 9 janvier 1947 à Garoua (aujourd'hui archidiocèse) et à Fort-Lamy (aujourd'hui archidiocèse de N'Djamena).

Le 14 septembre 1955 par effet de la bulle Dum tantis de Pie XII, le vicariat apostolique est élevé en diocèse et assume son nom actuel. Originairement, il était  suffragant de l'archidiocèse de Yaoundé.
Le 5 février 1970, il cède une autre portion de son territoire à l'avantage du diocèse de Bafoussam.
Le 18 mars 1982, il est intégré à la province ecclésiastique de l'archidiocèse de Douala.
Le 26 mai 2012, il cède encore une portion de territoire pour le diocèse de Bafang.

## Statistiques
La diocèse en 2016 sur une population de 689.000 personnes comptait 153.436 baptisés, correspondant à 22,3% du total avec 71 prêtres dont dix réguliers, 23 religieux et 62 religieuses dans 65 paroisses.

## Paroisses
Le diocèse s'étend sur 65 paroisses regroupées en zones pastorales.

### Zone pastorale de Nkongsamba I
- Saint Jude Tadeus de Fraoutown
- Sainte Madeleine de Bangui-Chari
- Notre-Dame de l'Arche d'Edjogmoa
- Notre-Dame du Mont Carmel d'Edjakap
- Christ-Roi de Baressoumtou
- Sainte Famille de Nzondji
- Saint Pierre d'Along Baressoumtou

### Zone pastorale de Nkongsamba II
- Cathédrale
- Saint Paul d'Ekangté
- Bon Pasteur d'Eboum I
- Saint Michel Archange du RASS
- Marie Reine de la Paix de Bonangoh
- Saint Denis d'Ehalmoa
- Saint Albert Le Grand de Poola Banéka
- Saint Thomas Apôtre de Poola

### Zone pastorale de Melong
- Saints Pierre et Paul de Mélong
- Saint Jean-Baptiste de Nkongsoung
- Saint Charles Lwanga de Baré-Bakem et Baré-Mbeng II
- Saint Raphaël de Melong II
- Sainte Anne de New Mélong
- Saint André Kaggwa de Mbouassoum
- Saint Gabriel de Mouanguel
- Saint Raphaël de Njinju I
- Saint Raphaël de Njinju II

### Zone pastorale deSantchou
- Notre-Dame de l'Assomption de Santchou
- Saint François d'Assise de Fombap
- Saint Jean de Mankwa
- Saint Michel Archange de Mbokambo
- Cœur Immaculé de Nteingué
- Saint Thomas de Mama
- Sainte Thérèse de l'Enfant Jésus de Ngwatta
- Sainte Famille de Lélem

### Zone pastorale deManjo
- Saint Marc de Manjo-Ndiang
- Sacré-Cœur de Manjo-Emeng
- Grand Secteur Mouamenam
- Saint Pierre Claver de Kola
- Saint Nestor de Lala Mission
- Saint Jean de Manengolé
- Sainte Anne de Ndoungué

### Zone pastorale deMbanga
- Notre-Dame-de-Lourdes de Mbanga-Moulong
- Saint-Michel de Mbanga-Yoké
- Saint Joseph le Charpentier de Mbanga-Balong
- Saint Jean de Njombé
- Saint Michel de Mbouallé
- Notre-Dame de l'Annonciation de Djoungo-Route
- Saint Joseph de Mombo

### Zone pastorale deLoum
- Saint Jean Marie Vianney de Loum Ville
- Sainte Marie majeure de Loum-Ngodi.
- Notre-Dame des Apôtres de Loum-Chantier-Cie
- Sainte Trinité de Loum-Chantier Gare
- Saint Pierre de Bouba
- Saint Luc de Penja.
- Saint Etienne de N'lohé
- Saint jamvier de Loum 99

### Zone pastorale deSouza
- Christ Roi de Souza
- Saint Joseph de Dibombari
- Saint Bernard de Penda-Boko
- Saint Jean-Paul II de Kotto
- Saint Michel de Bomono Ba Mbengue
- Sainte Marie de Kompina
- Saint Matthias de Nkappa
- Saint Abraham de Bonabéri Echangeur